# Cephalopholis polyspila
Cephalopholis polyspila е вид бодлоперка от семейство Serranidae. Видът не е застрашен от изчезване.

## Разпространение и местообитание
Разпространен е в Индонезия и Тайланд.
Обитава крайбрежията на океани, морета и рифове. Среща се на дълбочина от 3 до 17 m, при температура на водата от 28,3 до 28,9 °C и соленост 32,2 – 32,9 ‰.

## Описание
На дължина достигат до 18,8 cm.